# Julián Navío Colado
Julián Navío Colado (ur. 12 sierpnia 1904 w Mazarete, zm. 16 sierpnia 1936 Fuente el Fresno) – hiszpański franciszkanin, prezbiter, historyk, męczennik chrześcijański i błogosławiony Kościoła rzymskokatolickiego.

## Biografia
Urodzony w Mazarete (Guadalajara) 12 sierpnia 1904 roku. Niezamożni rodzice Pedro i Lorenza mieli ośmioro dzieci. Julián był wychowankiem kolegium franciszkańskiego w Belmonte. Do nowicjatu wstąpił w Arenas de San Pedro (Ávila) 18 września 1919 roku. Pierwszą profesję zakonną złożył 19 września 1920 roku. Studia filozoficzno-teologiczne odbył w klasztorach franciszkańskich w Pastranie (Guadalajara) i Consuegra (Toledo). Śluby wieczyste w Zakonie Braci Mniejszych złożył w Consuegra 15 sierpnia 1925 roku. Święcenia kapłańskie otrzymał w Toledo 11 czerwca 1927 roku.
Po dalszych studiach odbytych w latach 1927–1930 na rzymskim Antonianum, otrzymał tytuł licencjusza z historii Kościoła, kończąc studia z ogólną oceną summa cum laude. Podjął wykłady po powrocie do Hiszpanii. W latach 1930–1932 nauczał w Pastranie, a następnie w latach 1932–1933 w Quincy (Illinois). W latach 1933–1936 ponownie w Hiszpanii, wykładał w Consuegra. W latach 1932–1934 odpowiadał za dyscyplinę w studium teologicznym swojej macierzystej prowincji kastylijskiej. Szczególna troską otaczał chorych wychowanków. Opublikował szereg artykułów o historii Kościoła na łamach periodyku „Cruzada Seráfica”. Był autorem dwóch tomików poezji. Proponowano mu świecką karierę naukową, jeśli opuści zakon. Gdy wybuchła hiszpańska wojna domowa, podczas odwiedzin u chorej matki rodzina proponowała mu miejsce do ukrycia się przed prześladowaniami. O. Julián stanowczo odmówił. W wypowiedziach nie okazywał uczuć nienawiści względem prześladowców. Rozstrzelano go wraz ze współbraćmi z konwentu w Boca de Balondillo (Fuente el Fresno, Ciudad Real) 16 sierpnia 1936 roku.

## Beatyfikacja
O. Navío Colado OFM został ogłoszony błogosławionym wraz z innymi 497 męczennikami hiszpańskimi przez papieża Benedykta XVI na Placu Świętego Piotra 28 października 2007 roku. Mszy przewodniczył prefekt Kongregacji Spraw Kanonizacyjnych kardynał José Saraiva Martins.
Wspomnienie liturgiczne obchodzone jest jako obowiązkowe przez zakony franciszkańskie na terenie Hiszpanii, przypada 6 listopada.